# Сульваніт
Сульваніт (англ. sulvanite) — мінерал, сульфосіль ванадію.
Хімічна формула: Cu3VS4. Сингонія кубічна. Габітус кубічний. Спайність досконала по {001}. Бронзово-жовтий. Блиск металічний. Риса чорна. Твердість 3,5. Густина 4,0. Асоціює з малахітом, атакамітом, купродеклуазитом, гіпсом.